# Megalurus carteri
La yerbera del spinifex (Megalurus carteri) es una especie de ave paseriforme de la familia Locustellidae endémica del interior de Australia. 

## Descripción
Su cabeza es marrón intenso, posee alas de color marrón dorado con pintas, y una larga cola. Ambos sexos son similares. 

## Comportamiento
Se alimenta de insectos y semillas que recoge en zonas de pastizales duros. Su vuelo es corto, con su cola caída. Suele ser una especie solitaria, y no es migratoria. La temporada de reproducción va de agosto a noviembre, su nido es una taza baja construida entre pastizales casi a nivel del suelo. La puesta por lo general consiste de dos huevos. No se encuentra amenazada, la especie es común en hábitats apropiados, aunque rara vez se la observa dado lo remoto y árido de su hábitat.